# Parafia Niepokalanego Poczęcia Najświętszej Maryi Panny w Brodnicy
Parafia Niepokalanego Poczęcia Najświętszej Maryi Panny w Brodnicy – parafia rzymskokatolicka w diecezji toruńskiej, w dekanacie Brodnica, z siedzibą w Brodnicy. Erygowana 4 października 1978. Jest drugą, w kolejności powstania, parafią w mieście.

## Historia
- 4 października 1978 – ustanowienie parafii

## Kościół parafialny
- Kościół św. Franciszka, poświęcony 1 sierpnia 1762, wybudowany w stylu barokowym. Należy do Franciszkanów.

## Miejscowości należące do parafii
- Bartniki, Kruszynki Duchowne, Kruszynki PGR

## Ulice należące do parafii
- Aleksandrowicza, Andersa, Batalionów Chłopskich, Bieszczadzka, Bohaterów Września, Bema, Chopina, Cmentarna, Cicha, Czarneckiego, Dworcowa, Graniczna, Gajdy, Jasna, Jagiełły, Kamionka, Kwiatowa, Konopnickiej, Kasprzaka, Kolejowa, Karbowska, 15-Lipca, Mickiewicza, Malickiego, Moniuszki, Niskie Brodno, Okrężna, Podhalańska, Pomorska Partyzantów, PCK, Półwiejska, Powstańców Wielkopolskich, Rataja, Sądowa, Siewna, Skarpa, Stokowa, Skromna, Skwarna, Staszica, Sienkiewicza, Sucharskiego, Szymanowskiego, Sikorskiego, Świerkowa, Świętokrzyska, Wczasowa, Wesoła, Wincentego Pola, Winiarskiego, Wyszyńskiego, Wojska Polskiego, Wiejska, Zielona, Zakątek, Zamkowa, Zawiszy Czarnego

## Linki zewnętrzne

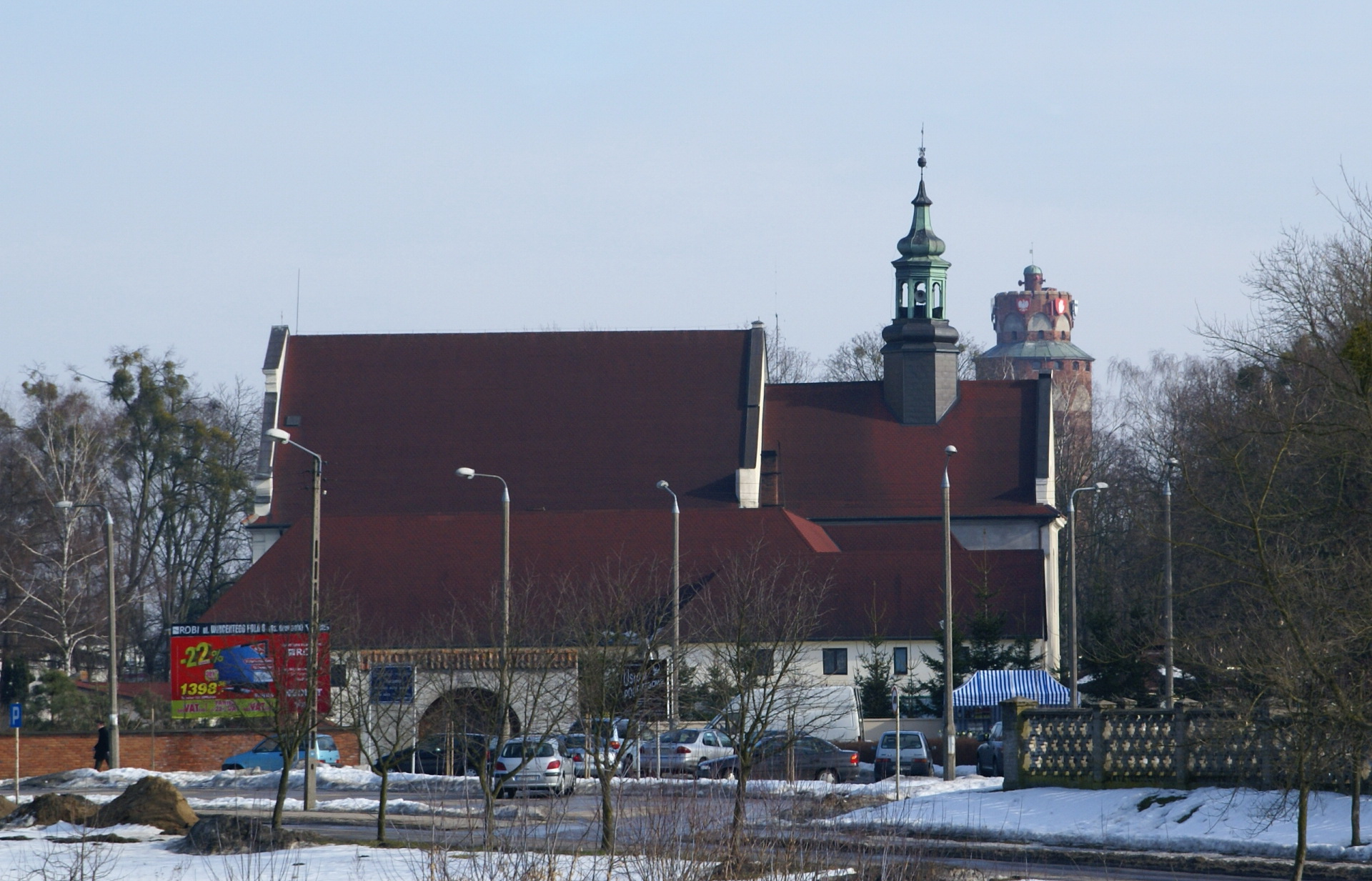
Klasztor Franciszkanów